# FH155-1
Die Feldhaubitze FH155-1 ist eine Feldhaubitze auf Radlafette mit dem Kaliber 155 mm, die Ende der 1960er-Jahre für die Armeen verschiedener europäischer NATO-Staaten entwickelt wurde. Eine weitere Bezeichnung lautet FH-70.

## Geschichte
Anfang der 1960er-Jahre stimmten Deutschland, Großbritannien und die USA darin überein, dass die Neuentwicklung einer gezogenen Feldhaubitze erforderlich war. Deutschland und die USA beabsichtigten, ihre veralteten Geschütze vom Typ M114 zu ersetzen, während Großbritannien die alten 5,5-Zoll-Geschütze austauschen wollte. Die drei Länder konnten sich jedoch nicht auf eine gemeinsame technische Basis einigen, so dass die Vereinigten Staaten mit der 155-mm-Howitzer M198 ein eigenes Geschütz entwickelten. 1968 einigten sich Deutschland und Großbritannien auf einen Forderungskatalog, der eine hohe Feuerrate mit der Möglichkeit eines Feuerschlags, hohe Mobilität mit einem Minimum an Aufwand für das In-Stellung-gehen und hohe Reichweite vorsah. Großbritannien übernahm die Projektleitung für die gezogene Haubitze, die in Deutschland auch Feldhaubitze 70 (FH70) genannt wurde. Zeitgleich wurde in Deutschland an der Panzerhaubitze 70 als selbstfahrende gepanzerte Version gearbeitet. Dieses Projekt wurde jedoch 1986 abgebrochen und später die Panzerhaubitze 2000 beschafft. In den einzelnen Ländern wurden folgende Unternehmen mit der Entwicklung einzelner Komponenten des Geschützes beauftragt:
Vickers entwickelte das Fahrgestell, das Seitenrichtgetriebe, die HE-Munition und eine Variante der Treibladung. Das Rüstungsunternehmen Oto Melara entwickelte die Rohrwiege, die Rückstoßdämpfer, die Aufnahme für die Zieloptiken, den Höhenrichtantrieb, Nebel- und Leuchtgeschosse und zwei weitere Varianten der Treibladungen. Rheinmetall entwickelte die Waffenanlage, das Ladesystem, das Hilfstriebwerk, die Federung, die Zieloptiken und war ebenfalls an der Nebel- und Leuchtmunition beteiligt.
Die ersten sechs Prototypen wurden in den Jahren 1969 und 1970 fertiggestellt, woraufhin Italien nach dem Akzeptieren der technischen und taktischen Spezifikationen dem Projekt beitrat, da die italienische Armee ebenfalls auf der Suche nach einer neuen Feldhaubitze war. Wohl wegen zahlreicher Detailmängel wurde ein weiteres Baulos von acht Prototypen erst zwischen 1971 und 1973 fertiggestellt. Beim Feldartillerielehrbataillon 51 wurde zur Truppenerprobung eine Geschützbatterie gebildet. Die Auslieferung der ersten Serienexemplare erfolgte 1978. Deutschland bestellte 216 Geschütze, Italien 164 und Großbritannien 71, die Produktion für diese drei Länder war 1982 abgeschlossen. Im gleichen Jahr bestellte Saudi-Arabien 72 Geschütze mit dazugehöriger Munition, Feuerleitsystemen und Trainingsgerät. Malaysia bezog zwischen 1989 und 1993 insgesamt zwölf Geschütze. In Japan wurde das Geschütz in Lizenz gefertigt.

## Technik

### Waffenanlage

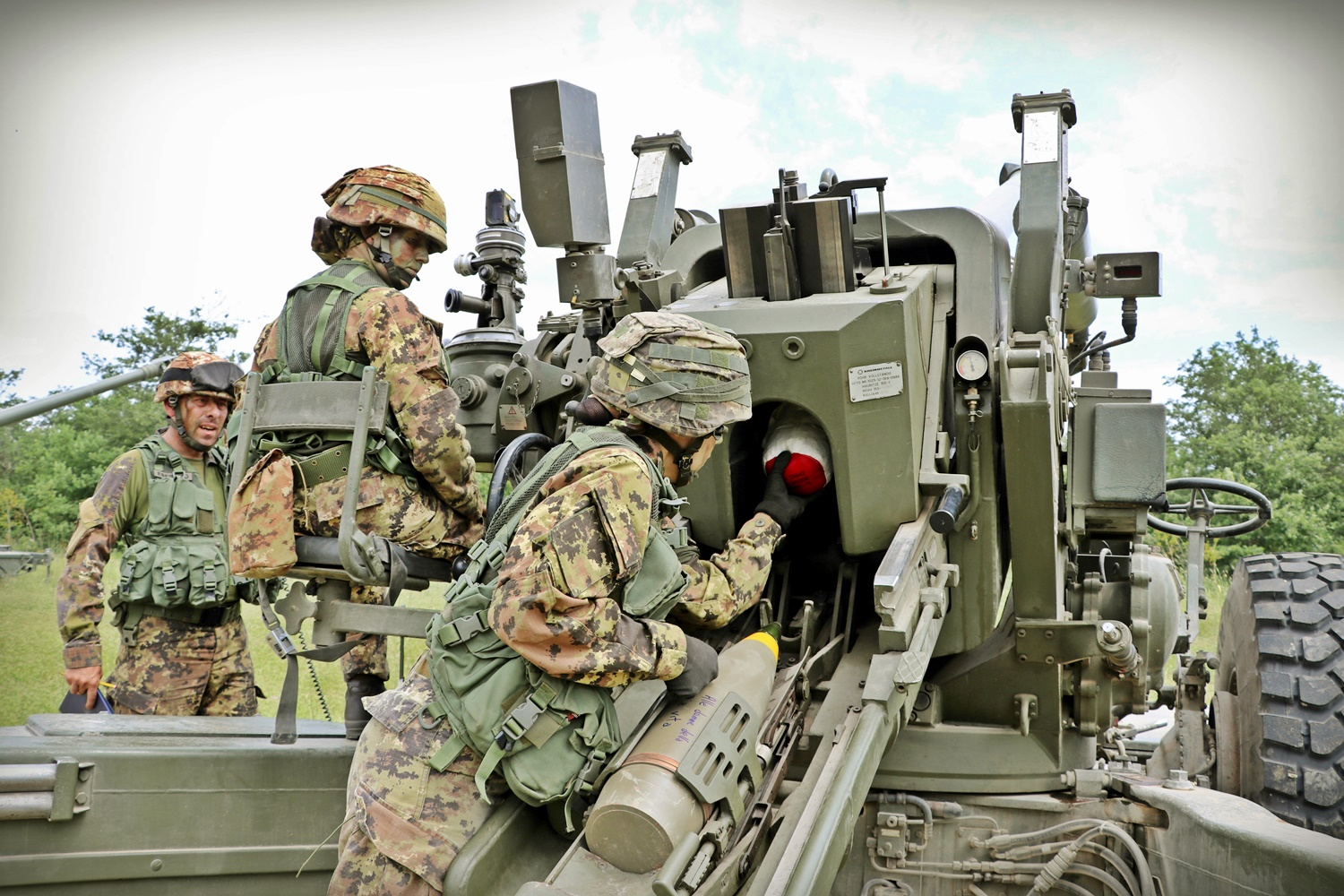
Esercito Italiano – Soldaten des 1. Feldartillerieregiments (Gebirge) laden eine FH155-1

Die Waffenanlage der FH155-1 besteht aus einem Geschützrohr im Kaliber 155 mm mit einer Zweikammer-Mündungsbremse, einem halbautomatischen Fallkeilverschluss, einer automatischen Zuführeinrichtung für Treibladungsanzünder und einer halbautomatischen Ladeeinrichtung. Die Ladeeinrichtung ist bei jeder Erhöhung und jeder Seitenrichtung des Rohres einsetzbar. Sie schiebt nach dem Auslösen des Schusses beim Vorlauf des Geschützrohres ein neues Geschoss in die Kammer, das dann nur noch von einem Kanonier angesetzt werden muss. Sie ermöglicht eine Feuergeschwindigkeit von sechs Schuss pro Minute oder einen Drei-Schuss-Feuerschlag innerhalb von 13 Sekunden. Mit letzterem hoffte man die Aufschaltung durch Artillerieaufklärungsradare zu unterlaufen. Bei längeren Feueraufträgen wird die Feuergeschwindigkeit durch die thermische Belastung des Rohres und die körperliche Ausdauer der Geschützmannschaft auf zwei Schuss pro Minute begrenzt. Eine automatische Ansetzvorrichtung konnte ebenfalls genutzt werden, um einen Drei-Schuss-Feuerschlag in acht Sekunden abzufeuern.

### Lafette

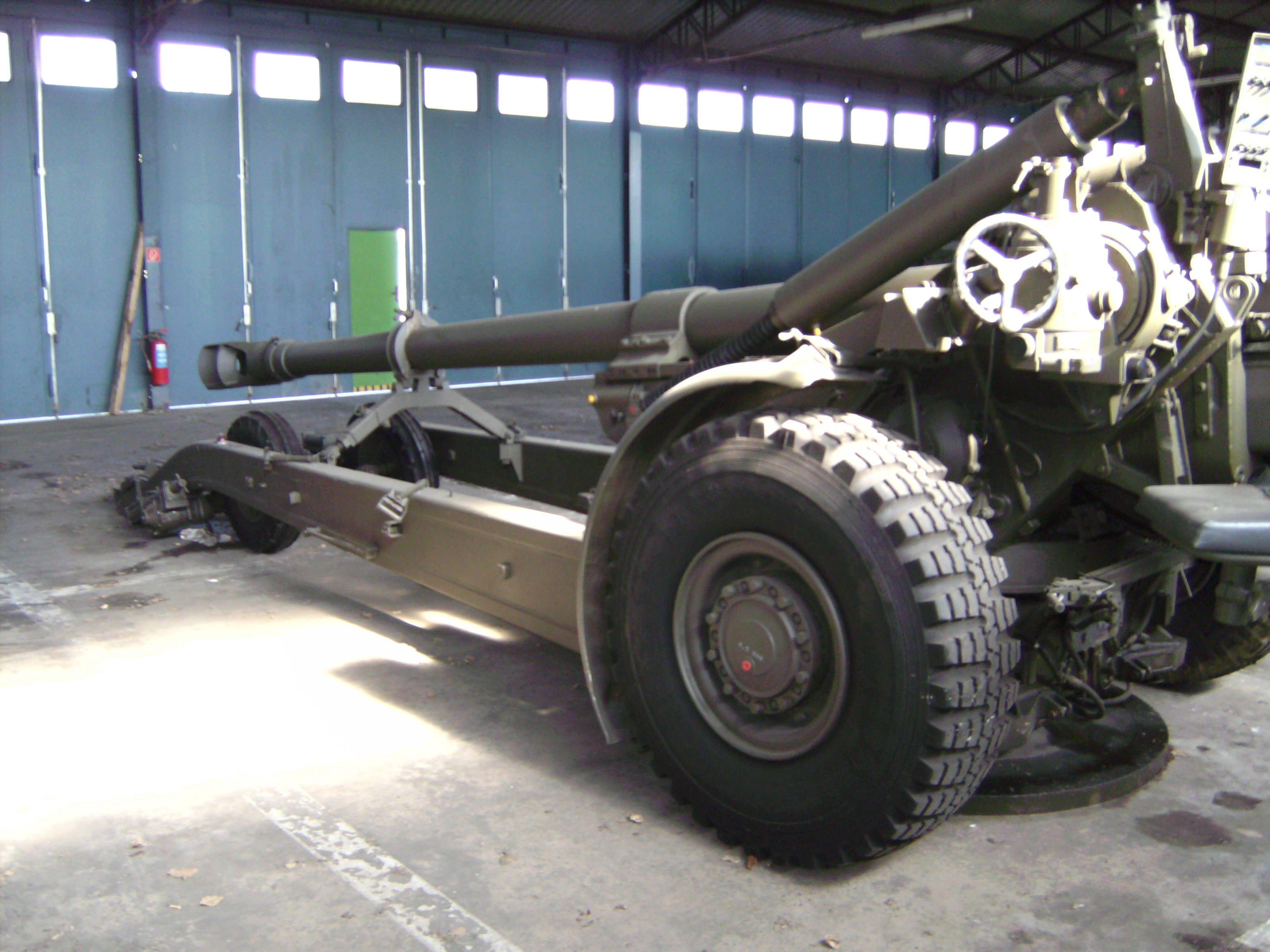
Feldhaubitze FH155-1

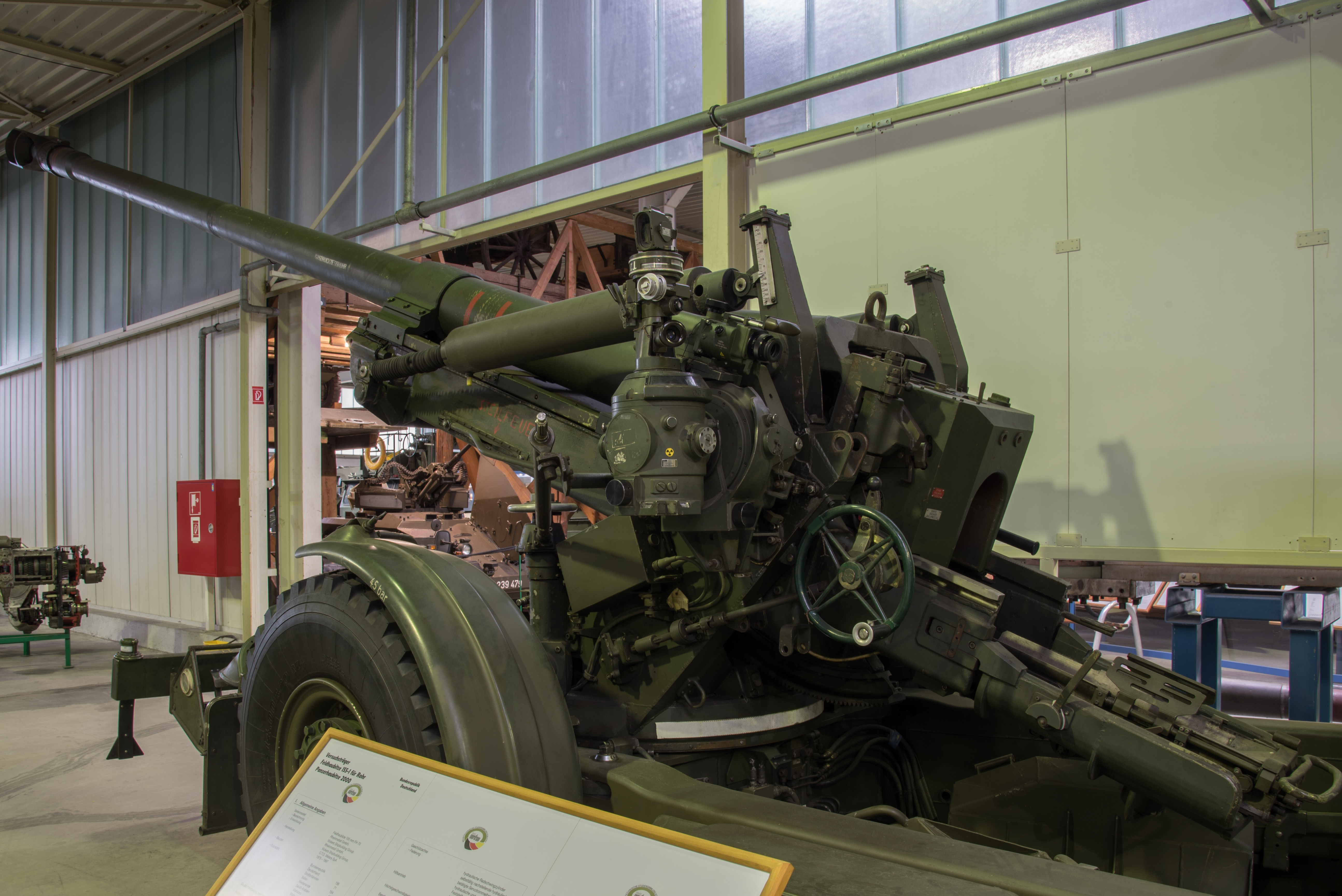
Versuchsträger Feldhaubitze 155-1 für Rohr-Panzerhaubitze 2000

Die Lafette ist eine Leichtmetallkonstruktion, bestehend aus zwei Holmen mit Erdspornen zur teilweisen Aufnahme der Rückstoßkräfte und zur Stabilisierung, Haupt- und Stützrädern, einer Grundplatte, einem Hilfstriebwerk (APU–Auxiliary Power Unit) sowie dem Sitz für den Richtkanonier mit der Aufnahme für die Zieloptik.
Die Haupträder sind am Hauptrahmen der Lafette angebracht, die Federung erfolgt über Schwingarme mit hydraulischen Stoßdämpfern. Die Haupträder können hydraulisch vom Zugfahrzeug aus oder über das Hilfstriebwerk gebremst werden. Die Stützräder können hydraulisch gelenkt, angehoben und abgesenkt werden.
Ein Motor für Stellungswechsel ohne Zugfahrzeug und den Betrieb der umfangreichen Hydraulik ist in einem Gehäuse am Vorderteil des Hauptrahmens angebracht. Dieses Hilfstriebwerk war im Rahmen der Entwicklung von einem 600-cm³-Boxermotor von BMW wegen der hohen Leistungsanforderung für Fahr- und Hydraulikbetrieb angewachsen zu einem seriennahen 1,8-l-Volkswagen-Motor mit Batterien, Getriebe und Hydraulikpumpe. Der hydraulische Antrieb kann das Geschütz auf bis zu 16 km/h beschleunigen und Steigungen bis zu 34° bewältigen. Die Hydraulik unterstützt das Richten der Waffenanlage und ermöglicht das Absenken, Anheben und Schwenken der Holme. Bei Ausfall des Hilfstriebwerks kann der Hydraulikdruck für einzelne Funktionen behelfsweise durch eine Handpumpe aufgebaut werden; die Reaktionszeiten steigen dabei erheblich.
Die FH155 kann von Zugfahrzeugen mit Geschwindigkeiten von bis zu 100 km/h gezogen werden. Der Lufttransport ist in einer Lockheed C-130 oder als Außenlast unter einer CH-47 Chinook möglich.

### Munition
Die FH-155-1 verwendet getrennt geladene Munition mit variablen Treibladungsbeuteln (Zonenladungen). Dabei werden Geschoss und Treibladung nacheinander geladen. Die Treibladung sind Beuteltreibladungen, die in drei Gruppen eingeteilt sind: Ladung eins und zwei für kurze Reichweiten, die Ladungen drei bis sieben für mittlere Entfernungen und die achte Ladung für hohe Entfernungen. Je nach Ladung reicht die Mündungsgeschwindigkeit von 213 m/s bis 827 m/s. Die Treibladungen verbrennen nahezu rückstandsfrei. Mit der FH-155-1 kann die gesamte 155-mm-NATO-Munition verschossen werden. Folgende Schussdistanzen werden erreicht:
| Name      | Geschosstyp                      | Gewicht | Füllung               | Schussdistanz |
| --------- | -------------------------------- | ------- | --------------------- | ------------- |
| M107      | Sprenggranate                    | 46,7 kg | 6,6 kg TNT            | 18,1 km       |
| L15       | Sprenggranate                    | 43,6 kg | 11,6 kg Composition B | 24,7 km       |
| M795      | Sprenggranate mit Hohlboden      | 46,7 kg | 10,8 kg TNT           | 22,4 km       |
| M549 HERA | Sprenggranate mit Raketenantrieb | 43,5 kg | 7,3 kg Composition B  | 30,1 km       |
| DM105     | Rauchgranate                     | 43,1 kg | Hexachlorethan        | 20,9 km       |
| DM106     | Leuchtgranate                    | 43,3 kg | 1 Leuchtkörper        | 24,7 km       |

## Kampfeinsätze
Das Geschütz wird von der Ukraine im Russisch-Ukrainischen Krieg eingesetzt. Laut dem Oryx-Blog gingen mit Stand Juli 2025 mindestens sechs Geschütze verloren.

## Verbreitung
- Deutschland – 211
- Estland – 24 (aus deutschen Beständen)
- Italien – 164
- Japan – 480 (Lizenzproduktion, lokale Bezeichnung Typ 75)
- Malaysia – 12
- Marokko – 30
- Niederlande – 15 (aus deutschen Beständen)
- Oman – 12
- Saudi-Arabien – 72
- Ukraine – Im Zuge der russischen Überfalls auf die Ukraine im Jahr 2022 bekam die Ukraine eine unbekannte Anzahl FH-70 aus Italien und Estland.[6]
- Vereinigtes Königreich – 72

Quellen: